# 潮阳话
潮阳话是汉藏语系汉语族闽语支闽南语的一种方言，通行于广东省汕头市潮阳区一带。属闽南语潮汕片，为广义的潮州话之一。
潮阳话是潮阳人的两大母语之一。除了南部的大南山、北部的大北山以及中部平原的部分地区说客家语；关埠、金玉、灶浦语音说揭阳口音之外，其他地区的人口都以潮阳话为母语，占全县人口约90%。另外，海外潮阳移民也有不少继续使用潮阳话的。
潮阳话与普宁话、惠来话大同小异，与潮州话、汕头话则有比较明显的区别，主要表现在连读变调上，但可以互通无碍。

## 口音
潮阳话又可以分为以下几种口音：
- 县城音
- 石井音
- 海门音

## 连读变调
潮阳话最显著的特点是：存在普遍的后变调，除了阴去、阴入原来是低调外，其他各声调都变成低平调或低降调。
| 调类     | 陰平 | 陽平 | 陰上 | 陽上 | 陰去 | 陽去 | 陰入 | 陽入 |
| 前变调   | 33   | 11   | 31   | 33   | 55   | 33   | 5    | 1    |
| 单字声调 | 33   | 55   | 53   | 313  | 313  | 11   | 1    | 5    |
| 后变调   | 11   | 11   | 31   | 11   | 11   | 11   | 1    | 1    |